# Eriachne humilis
Eriachne humilis är en gräsart som beskrevs av William Hartley. Eriachne humilis ingår i släktet Eriachne och familjen gräs. Inga underarter finns listade i Catalogue of Life.